# Lucien Deiss
Lucien Deiss C.S.Sp. (Eschbach, Francia, 2 de septiembre de 1921-9 de octubre de 2007) fue un sacerdote católico, exegeta bíblico, escritor, profesor, liturgista, conferencista y compositor de música litúrgica francés.